# Schweizer System
Das Schweizer System (in einigen Publikationen auch Schweizer Modell) ist eine Turnierform, die vor allem beim Schachspiel und Pétanque verbreitet ist, prinzipiell aber bei allen Turnieren mit Spielen zwischen zwei Personen oder Mannschaften möglich ist. Dieses System ist besonders dann sinnvoll, wenn es aufgrund der großen Teilnehmeranzahl schon allein aus Zeitgründen nicht möglich ist, dass jeder gegen jeden (wie es bei einem Rundenturnier der Fall wäre) spielt.

## Geschichte
Im Jahr 1895 entwickelte der Schweizer Lehrer Julius Müller ein Wettkampf-Format, bzw. Paarungssystem für Sportveranstaltungen, das unter dem Begriff Schweizer System bekannt ist.

„Erfunden haben das Schweizer System die Schweizer - deswegen heißt es so. Genau genommen war es aber nur ein Schweizer - Dr. Julius Müller. Das System könnte also auch Müller-System heißen.“

## Die Grundidee
Das Schweizer System lässt sich am besten als Sonderform des Rundenturniers beschreiben. Die erste Runde wird gesetzt oder gelost; nach jeder Runde wird der Zwischenstand bestimmt.
Es wird ausgeschlossen, dass zwei Spieler zweimal aufeinandertreffen. Die Paarungen werden daher vor jeder Runde wie folgt festgelegt:
- der Führende spielt gegen den bestplatzierten Spieler, gegen den er noch nicht gespielt hat,
- der Führende unter den verbleibenden Spielern spielt gegen den bestplatzierten Spieler, gegen den er noch nicht gespielt hat usw.

Wenn mehrere Teilnehmer dieselbe Punktzahl haben, muss durch Los oder durch Setzen eine Rangfolge innerhalb der punktegleichen Teilnehmer hergestellt werden.

## Exakte Ausgestaltung
Besitzen nach einer Runde mehr als zwei Teilnehmer die gleiche Punktzahl, gibt es mehrere Systeme, die jeweils für die nächste Runde anzusetzenden Paarungen zu bestimmen.
- Zunächst können Nebenkriterien herangezogen werden, wie der quantitative Ausgleich der Weiß- und Schwarzpartien eines Spielers, um einzelne Möglichkeiten auszuschließen.
- Losen der Paarungen: Hierdurch wird dem Zufall großer Raum eingeräumt, was leicht zu Verzerrungen des Ergebnisses führen kann.
- Paarung in der Rangliste direkt benachbarter Teilnehmer: Es wird jeweils der erste der Rangliste gegen den zweiten, der dritte gegen den vierten usw. gesetzt. Gewinnt in jeder Paarung der nominell stärkere Teilnehmer, so führen nach acht Runden und 512 Teilnehmern gemeinsam die Nummer 1 und 257 des Ausgangsfeldes, ohne dass die Nummer 257 gegen einen nominell stärkeren Teilnehmer gespielt hat. Dieses Verfahren sorgt für interessante Paarungen schon in den ersten Runden auf Kosten der Genauigkeit der Endtabelle.
- Paarung über Hälftenbildung: Teilnehmer mit jeweils gleicher Punktzahl werden zum Beispiel nach ihrer Spielstärke/Rating in zwei Hälften geteilt. Dann wird bevorzugt der erste der oberen Hälfte gegen den ersten der unteren Hälfte usw. gepaart. Nach acht Runden führen in dem Beispiel die Nummer 1 und 2 des Ausgangsfeldes, ohne dass sie gegeneinander gespielt haben. Dieses System fördert eine Trennung guter und schlechter Spieler und vernachlässigt die genaue Bestimmung der Rangfolge der guten Spieler untereinander.
- Das so genannte beschleunigte System liegt zwischen diesen beiden Varianten; statt Hälften werden allerdings Viertel gebildet, und das erste wird gegen das zweite, das dritte gegen das vierte Viertel gepaart.

## Bewertung
Im Gegensatz zum K.-o.-System bedeutet eine Niederlage nicht das Ausscheiden aus dem Turnier. Das Schweizer System liefert akkurate Resultate in den oberen Rängen (Platz 1, Platz 2), ebenso in den untersten (letzter, vorletzter). Die Rangordnung im Mittelfeld ist jedoch stark zufallsabhängig.
Um einen eindeutigen Sieger zu ermitteln, benötigt man nach dem Schweizer System mindestens so viele Runden wie nach dem K.-o.-System. Wenn jedoch der Spitzenreiter eine Begegnung verliert oder mehrere Unentschieden gespielt werden, dann sind mehr Runden nötig, um einen Sieger zu ermitteln. Je mehr Runden gespielt werden, desto genauer wird die durchgehende Reihung.
Die Bedeutung der letzten Runden für die Platzierung am Ende ist sehr hoch, dabei fallen viele Entscheidungen meist nicht mehr im direkten Vergleich, sondern im indirekten Duell.
Werden in einem Turnier mit n Teilnehmern n-1 (gerades n) bzw. n (ungerades n) Runden gespielt, so geht das Schweizer System in ein Rundenturnier Jeder gegen jeden über: Je mehr Runden gespielt werden, desto genauer wird theoretisch die durchgehende Reihung. Jedoch ist generell nur für die ersten {\displaystyle \lceil n/2\rceil } Runden garantiert, dass eine neue Runde ausgelost werden kann, ohne dass zwei Spieler zweimal aufeinander treffen.

## „Schweizer Gambit“
Oft wird bemängelt, dass Teilnehmer, die zu Beginn des Turniers Punkte liegen lassen, unter bestimmten Konstellationen bevorzugt werden. Ein Teilnehmer (X), der jedes Spiel gewinnt, muss immer gegen die Stärksten des Feldes antreten, während ein anderer (Y), der in der ersten Runde nur ein Unentschieden erreicht hat, in den folgenden Runden auf vermeintlich schwächere Gegner trifft. Wenn beide Spieler alle folgenden Runden gewinnen und in der letzten Runde aufeinander treffen, so kann Y durch einen Sieg über X den Turniersieg für sich sichern, ohne je gleich starke Gegner wie X gehabt zu haben. Gelegentlich wird unterstellt, dass Y den Punktverlust in der ersten Runde aus diesem Grund bewusst in Kauf nimmt. Eine solche Strategie wird sarkastisch als „Schweizer Gambit“ bezeichnet, in Anlehnung an Gambit-Eröffnungen im Schach, bei denen ein Spieler Material opfert, um einen strategischen Vorteil in der Partie zu erlangen (wie eben auch beim Schweizer Gambit).

## Anwendung
Diese Turnierform findet man speziell bei
- Schachturnieren: Im Schachspiel sind Unentschieden sehr häufig, sodass ein K.-o.-Turnier sehr problematisch ist – jede einzelne Spielrunde müsste über die Distanz von mehreren Partien ausgetragen werden (und selbst dann muss kein Sieger feststehen). Obendrein sollen Turniere nicht nur einen Sieger bestimmen, sondern oft auch für andere Teilnehmer interessant bleiben im Spiel um Platzierungen. Da ein Schachspiel jedoch nur drei mögliche Ausgänge (Sieg, Unentschieden oder Niederlage) kennt, sind Punktgleichheiten bei Turnieren nach dem Schweizer System unvermeidbar, eine durchgehende Reihung wird erst durch Feinwertungsmethoden wie beispielsweise die Buchholz-Wertung erzielt.
- Team-Turnieren beim Bridge: Nach jeder Runde werden die Teams nach den erworbenen Victory Points sortiert. Da die Ausgänge der Einzelkämpfe gemessen in VPs sehr unterschiedlich sind, ergibt sich meist nach jeder Runde eine durchgehende Reihung, ex aequo-Platzierungen sind selten.
- Pétanque-Turniere: Turniere in der Boule-Sportart Pétanque werden u. a. im Schweizer System ausgetragen. Es gibt Turniere, bei denen wie im Schach Buchholz-Punkte und Fein-Buchholz-Punkte für die Feinwertung benutzt werden. Bei anderen Turnieren werden für die Feinwertung anstelle oder ergänzend zur Buchholz-Wertung erzielte Siege und Punkte-Differenzen verwendet.
- Badmintonturnieren: Bei hohen Teilnehmerzahlen findet das Schweizer System auch in dieser Sportart Anwendung.
- Tischtennisturnieren
- Tischfußballturnieren: Üblicherweise Schweizer System mit Buchholz- und Fein-Buchholz-Punkten
- Counter-Strike: z. B. ESL One Cologne 2016 (Qualifier) (zusätzlich mit den Buchholz-Punkten)[5]
- League of Legends: erstmalig bei den Worlds 2023
- Valorant: erstmalig bei Masters Madrid 2024

## Abwandlungen
Beim Schweizer System ist ein wiederholtes Aufeinandertreffen der gleichen Teilnehmer ausgeschlossen. Das ähnliche Dänische System unterscheidet sich vom Schweizer System dadurch, dass dieselben Paarungen mehrfach auftreten können: Es spielt also in jeder Runde der erste gegen den zweiten, der dritte gegen den vierten und so weiter.
Bei Bridgeturnieren wird üblicherweise mit dem Schweizer System begonnen, sodass das Aufeinandertreffen der gleichen Teams über einen langen Zeitraum ausgeschlossen wird, in der Endphase wird dann aber für ein oder zwei Runden auf das Dänische System umgestellt, damit zum Beispiel die zwei erstplatzierten Teams den Kampf um den Sieg direkt untereinander austragen können, auch wenn sie vorher schon einmal gegeneinander gespielt haben.
Eine Sonderform des Schweizer Systems ist das Mac-Mahon-System, das bei Go-Turnieren häufig angewendet wird. Hierbei starten die Spieler nicht mit null Punkten, sondern mit der (i.a. unterschiedlichen) Punktezahl, die ihrer Einstufung in Kyu- oder Dan-Grade entspricht.

## Anwendung beim Schach
Das Schweizer System wird bei Schach- und ähnlichen Wettkämpfen benutzt, um Paarungen festzulegen. Das erste Mal wurde es bei einem Schachturnier in Zürich am 15. Juni 1895 verwendet.
Das Schweizer System wird vor allem bei Turnieren mit großem Teilnehmerfeld angewendet, da aus zeitlichen Gründen nicht jeder gegen jeden spielen kann. Im Spitzenschach wird es gegenwärtig in der Schacholympiade und beim FIDE Grand Swiss angewandt. Die erste Runde wird nach dem zuvor sortierten Teilnehmerfeld gelost, wobei beim FIDE-System die obere Hälfte gegen die untere Hälfte spielt. Ab der zweiten Runde wird die aktuelle Tabelle so angewendet, dass immer möglichst Spieler aufeinandertreffen, die gleich viele Punkte aufweisen, ohne dass im Turnierverlauf zwei Spieler mehrfach aufeinandertreffen dürfen. Gibt es für einen Spieler keinen Kontrahenten mit gleich vielen Punkten, wird er der nächsten Gruppe zugeteilt. Zusätzlich wird darauf geachtet, dass möglichst jeder Spieler eine ausgewogene Anzahl an Partien mit schwarzer bzw. weißer Farbe bestreitet. Innerhalb einer Punktgruppe werden außerdem die Spieler nach der Setzliste, d. h. nach Spielstärke, sortiert, und es treffen möglichst die Spieler aus der oberen Hälfte auf die Spieler aus der unteren Hälfte.
Durch dieses System gibt es in jeder Runde interessante Partien, da fast jede Partie einen direkten Platzierungskampf zwischen zwei ähnlich starken Spielern darstellt – aus diesem Grund ist es für eine aussagekräftige Tabelle auch nicht nötig, jeden gegen jeden spielen zu lassen. Allerdings hat das Schweizer System den Nachteil, nur an der Spitze und am Ende der Tabelle gut zu differenzieren. Im Mittelfeld sind unterschiedliche Platzierungen in der Regel wenig aussagekräftig.
Bei Punktegleichstand nach Turnierende entscheidet bei Turnieren nach dem Schweizer System meistens die Buchholz-Wertung darüber, welcher Spieler besser platziert ist, bei Buchholzgleichheit meist die Sonneborn-Berger-Wertung. Da die Buchholz-Wertung den Nachteil hat, dass die Wertung oft vom Zufall (es werden Spieler benachteiligt, die ein Freilos bekommen haben oder gegen einen Spieler antreten mussten, der später vom Turnier zurückgetreten ist) oder den Leistungen Dritter abhängt (es kann passieren, dass Ergebnisse aus dem Mittelfeld über die Reihenfolge an der Spitze entscheiden), gibt es alternative Wertungsverfahren. Zum einen kann einfach der Elo-Durchschnitt der Gegner berechnet werden, ein anderes Wertungssystem ist „Sum of progress“ (Fortschrittswertung), mit welchem Spieler belohnt werden sollen, die von Anfang an vorne mitspielen.

## Abwandlungen des Systems im Schach
Da in den ersten Runden der Unterschied in der Spielstärke der Gegner sehr groß ist, gewinnt fast immer der stärkere Spieler. Somit ist der Informationsgehalt dieser Runden gering. Die Idee des beschleunigten Schweizer Systems ist es, stärkeren Spielern vor der ersten Runde Bonuspunkte zu geben. So spielen die stärkeren Spieler bereits in den ersten Runden gegeneinander. Zu einem späteren Zeitpunkt im Turnier werden die Punkte dann (schrittweise) wieder entfernt. Dies führt am Ende des Turniers zu einer größeren Genauigkeit an der Tabellenspitze.
Der englische Schachspieler und Mathematiker Jonathan Mestel schlug als Alternative vor, den Eigenwert der Paarungstabelle zur Bestimmung der Rangfolge eines Turniers zu verwenden. Wenn man die Hauptdiagonale der Tabelle mit einem Wert > 0 auffüllt, ist ein solcher Eigenwert gesichert. Der Vorteil des Systems besteht darin, dass ein Spieler durch Niederlagen in den letzten Runden nicht mehr so weit in der Rangfolge zurückgeworfen werden kann. Dies trifft vor allem auf Wettbewerbe zu, in denen man in einer Runde eine hohe Punktzahl erreichen kann (Mannschaftsweltmeisterschaft im Schach). Ebenso kann ein Spieler nach schwachem Beginn nicht mehr so leicht durch Siege in den letzten Runden in das Vorderfeld gelangen, ohne gegen die führenden Spieler gespielt zu haben. Wegen mangelnder Transparenz hat das System allerdings wenig Aussichten auf Erfolg.

## Anwendung beim Pétanque
Beim Boule-Spiel Pétanque wird das Schweizer System in unterschiedlichen Variationen angewandt. Es gibt Turniere, Meisterschaften und Qualifikationswettkämpfe, in denen das Schweizer System solange gespielt wird, bis nur noch ein Team ohne Niederlage ist. Andere Turniere werden über eine vorher festgelegte Anzahl von Runden gespielt.
In der ersten Runde wird in der Regel frei gelost. Auch hier spielen in den nächsten Runden entweder die Mannschaften gegeneinander, die in einer nach jeder Runde aktualisierten Rangliste hintereinander liegen, oder es wird in den Gruppen mit gleicher Anzahl von Siegen gelost. Hat eine Gruppe mit gleichem Ergebnis eine ungerade Anzahl Teams, wird ein Team aus der Gruppe mit der nächstniedrigeren Anzahl von Siegen hochgelost.
Dadurch kann es passieren, dass in der vorletzten Runde drei Mannschaften ohne Niederlage sind. Wird bis zu dem Zeitpunkt gespielt, an dem nur ein Team ohne Niederlage ist, ist das Turnier plötzlich zu Ende, wenn das hochgeloste Team gewinnt.
Es gibt auch Turniere, Meisterschaften und Qualifikationswettkämpfe, in der zunächst einige Runden Schweizer System gespielt wird und danach auf ein anderes System gewechselt wird. Im Prinzip wird in Pétanque-Turnieren nach dem Nunkirchener und Maastrichter System eine bestimmte Anzahl von Runden gespielt, danach wird das Turnier in mehrere Sub-Turniere aufgeteilt. In diesen Sub-Turnieren spielen dann Teams mit gleicher oder ähnlicher Anzahl von Siegen gegeneinander.
Die Nachteile der Buchholz-Wertung, die oben im Absatz Anwendung beim Schach genannt sind, gelten auch beim Pétanque.
Der Vorteil, den viele Pétanque-Spieler beim reinen Schweizer System sehen, ist, dass alle Mannschaften bis zum Ende des Turniers spielen. Andere Spieler sehen dies als Nachteil an, da sie auch weiterspielen müssen, wenn sie keine Chance mehr auf eine gute Platzierung haben. Ein vorzeitiger Ausstieg verfälscht vor allem die Buchholz-Wertung. Dieser Zwang zum Weiterspielen kann dazu führen, dass Spiele abgeschenkt werden.
Ab 2008 trägt die Fédération Internationale de Pétanque et Jeu Provençal (FIPJP) die Vorrunde der Pétanque-Weltmeisterschaft im Schweizer System mit Buchholz- und Feinbuchholzpunkten (6 Runden) aus.